# Radical Dreamers
Radical Dreamers (jap. ラジカル・ドリーマーズ -盗めない宝石- Rajikaru Dorīmāzu -Nusumenai Hōseki-) – gra RPG bazująca na tekście wydana przez Square na konsole SNES w 1996 roku. Gra została wydana wyłącznie w języku japońskim, została nielegalnie przetłumaczona na język angielski (kwiecień 2003 przez DemiForce).
Jest to druga część Chrono Sagi i opowiada o grupie złodziei o nazwie „Radical Dreamers”. Należą do niej:
- Młodzieniec Serge (główny bohater), pochodzący z Reggiory.
- Kid – młoda dziewczyna, o wojowniczym temperamencie.
- Magil wielki mag, który podczas poruszania się używa lewitacji. Znany jest jako „Magil Cieni”.

Chcą oni wykraść „Frozen Flame” – kamień należący do Lynxa; daje on podobno wspaniałą moc i nieskończone bogactwo.
Akcja całej gry odbywa się w Viper Manor i jego najbliższych okolicach. Zamek ten dawniej należał do przywódcy Acacia Dragoons, Vipera jednak został przejęty przez Lynxa. Gra dzieli się na główny scenariusz i sześć pobocznych, opowiadających nieco inną historię.
Fabułę gry tworzył Masato Kato, a muzykę Yasunori Mitsuda.
System walki w grze bazuje na tym samym na czym cała gra – wyborze jednej z dróg, które przychodzą do głowy głównemu bohaterowi. Zazwyczaj jest to atak, ucieczka, wołanie o pomoc maga, Magila, unik przed atakiem i blokowanie, ale nieraz możemy wybrać bardziej interesujące komendy.
Radical Dreamers (grupa złodziei) występuje także w Chrono Crossie (sequelu RD), jednak jest tam o nich tylko mała wzmianka.
Pewną ciekawostką jest to, że Serge’a można spotkać także w Chrono Crossie, Magila w Chrono Triggerze, a Kid występuje w obydwu pozostałych częściach (tylko, że w pierwszej części pod innym imieniem).